# Thượng Quận
Thượng Quận là một xã thuộc thị xã Kinh Môn, tỉnh Hải Dương, Việt Nam.
Xã Thượng Quận có diện tích 7,02 km², dân số năm 1999 là 6.669 người, mật độ dân số đạt 950 người/km².